# Catehezele mistagogice ale lui Chiril al Ierusalimului
Catehezele mistagogice ale lui Chiril al Ierusalimului ni se înfățișează, sub raportul conținutului, ca o expunere aproape completă a învățăturilor dogmatice ale Bisericii Ortodoxe. Aceasta se vede din însăși faptul că Sfântul Chiril, după ce în catehezele I-IV tratează despre păcat, pocăință, botez și credință, le explică ascultătorilor simbolul apostolic, rezumatul întregii învățături creștine. Date fiind împrejurările și condițiile în care sunt rostite catehezele, importanța lor ca document al învățăturii creștine sporește cu mult. Prin mijlocirea lor, cercetătorul află pe de o parte învățătura oficială a Bisericii, în raport cu erezia ariană, iar pe de altă parte raportul dintre simbolul niceo-constantinopolitan și cel apostolic. Cercetătorul Catehezelor Sf. Chiril ia cunoștință, de felul cum era practicat Botezul, Mirungerea și Sf. Euharistie, precum și de semnificația pe care Biserica o dădea fiecăreia dintre aceste Taine. Zelul apostolic de care este stăpânit în predarea învățăturilor către catehumeni, prezentarera învățăturilor  într-un mod gradat de la mai cunoscut până la necunoscut, printr-o aprofundare treaptată a acestor adânci adevăruri, prin fondarea lor pozitivă pe temeiuri scripturistice și tradiționale, prin forma de expunere în dialog, colorată intuitiv, osebit de puternică și plină dev avânt, prin raportarea acestor învățături la întreg sufletul omului, voință, inteligență și sentiment, urmând în mod direct reînnoirea interioară a omului, prin plasticitatea și limpezimea limbii, Sfântul Chiril se prezintă ca un strălucit pedagog al Bisericii Ortodoxe și ca exemplul cel mai fericit pentru catehetul conștiincios și zelos pentru mântuirea oamenilor.

## Conținut
Cea mai importantă parte a operei Sfântului Chiril este reprezentată de cele 23 de cateheze, precedate de o procateheză, fiind rostite în Ierusalim  și anume: primele optsprezece au fost rostite în biserica de pe Golgota (Martyrium), la care autorul face neîncetat aluzie  , iar ultimele cinci (numite de obicei cateheze mistagogice) au fost ținute în biserica Sfintei Învieri (Anastasis). Iar alții spun că ultimele două cateheze din prima serie a celor optsprezece au fost rostite în biserica Sfinților Apostoli, iar Catehezele Mistagogice, nu au fost rostite chiar în biserica Învierii, ci în biserica Sfintei Cruci, în apropiere de mormântul Mântuitorului, un de se afla biserica Sfintei Învieri. 
Interesant este faptul că Sf. Chiril nu a scris aceste cateheze, ci doar rostite, ele fiind stenografiate de către auditori. Data rostirii catehezelor este anul 348 sau 350, în postul păresimilor (primele optsprezece) și în săptămâna luminată (ultimele cinci sau catehezele mistagogice).   
Catehezele XIX-XXIII sunt numite cateheze mistagogice. Ele au scopul să inițieze pe cei nou-botezați în cunoașterea Sfintelor Taine pe care le primiseră, ținând seama că ele nu puteau fi cunoscute  de către cei încă nebotezați, ci  numai de cei deja botezați. Prima din aceste cinci cateheze tratează despre  ceremoniile preliminare Tainei Botezului (adică lepădările de diavol și mărturisirea credinței în Iisus Hristos), care aveau loc în pridvorul baptiseriului.
Cateheza a doua mistagogică tratează despre săvârșirea Tainei Botezului. Cateheza a treia mistagogică, tratează despre Taina Sfântului Mir. Cateheza a patra mistagogică, despre prezența reală a Domnului în Euharistie. Iar ultima cateheză (a cincea) mistagigică, despre Sfânta Împărtășanie și schema sumară a liturghiei credincioșilor cu explicarea ei.

## Tainele celor cinci cateheze mistagogice
1.Taina Sfântului Botez
	În dorința de a se face cât mai ușor înțeles de către auditori și în conformitate cu scopul în sine urmărit în expunerea referitoare la taina Sfântului Botez, în primele două cateheze mistagogice, dedicate celor deja botezați în numele Sfintei Treimi, Sfântul Chiril expune învățătura Bisericii referitoare la taina Sfântului Botez sau ,,taina renașterii” după propria-i mărturisire, dar, în același timp, dă lămuriri precise referitoare la rânduiala tipiconală a Sfintei Taine a Botezului.
	Astfel, în cea dintâi cateheză mistagogică, el descrie și explică celor nou-botezați toate actele premergătoare ale Botezului, ce aveau loc în pridvorul sau pronaosul baptiseriului, unde aveau loc lepădările într-un mod asemănător cu cel de azi. Candidații, anume pregătiți în timpul celor 40 de zile ale Postului Mare, erau aduși în noaptea Învierii în pridvorul baptiseriului, unde, întorși cu fața către apus și cu mâna întinsă rosteau , la porunca slujitorilor, formula lepădărilor, zicând: ,,Mă lepăd de tine satano și de toate lucrurile tale și de toată trufia ta și de toată trufia ta și de toată slujirea ta”, formulă utilizată și astăzi în cultul Bisericii noastre.  Cât privește semnificația actului lepădării, Sfântul Chiril recurge la o explicație cât mai amănunțită. ,,Apusul, spune Sfântul Părinte, este locul întunericului din lumea aceasta. Satana este întuneric și în întuneric își are puterea sa, pentru aceasta privind în chip simbolic către apus, vă lepădați  de acel stăpânitor, întucat și întunecos”. Prin lepădarea de toate lucrurile și faptele diavolului înseamnă că i se cere candidatului să părăsească toate faptele pornite din vanitate și din dorință deșartă, adică, după spusele Sf. Chiril să părăsească ,,tot felul de păcate de care trebuie să te lepezi, întocmai ca și cel care scapă de toate armele unui tiran, odată ce a scăpat de tiran”, căci continuă Sf. Chiril , ,,orice păcat este numărat între lucrurile diavolului”, până chiar și ,,primejdiile sufletești ce se află în sărbătorile idolești”  .
	După ce candidații s-au lepădat de satana și ,,au rupt orice legătură cu el și vechile învoieli cu iadul”- după expresia  proorocului Isaia (28, 15), aceștia, întocmai ca acum, se întorceau cu fața spre răsărit unde, spune Sf. Chiril, ,,se deschide paradisul lui Dumnezeu, din care a fost izgonit strămoșul nostru, din pricina călcării poruncii” și la porunca slujitorului, rosteau mărturisiri de credință: ,,Cred în Tatăl și în Fiul și în Duhul Sfânt și în botezul pocăinței”. 
	Faptul că în descrierea rânduielii botezului nu se amintește  de rostirea integrală a Simbolului de credință pe care atât de amănunțit ăl explică Sf. Chiril în Catehezele VI –XVIII, aceasta nu înseamnă că nu se cerea candidaților sau că ei trebuiau să  rostească numai această scurtă formulă, știind faptul că, încă mai înainte de Sfântul Chiril se cerea candidaților rostirea Simbolului Apostolic . După mărturisirea credinței în Sfânta Treime, candidații erau introduși în baptiseriu în Sfânta Sfintelor, unde avea loc dezbrăcarea, simbolizând lepădarea de omul cel vechi și de faptele sale și apoi ungerea cu untdelemn sfințit (exorcizat) din cap până la picioare, pentru alungarea ,,lucrării celei potrivnice”, spune Sf. Chiril, fără însă a aminti ceva despre actul sfințirii untdelemnului.
	După aceasta, candidații erau conduși la ,,sfânta colimvitră a dumnezeiescului botez, după cum și Hristos a fost dus de pe cruce la mormântul care era alături”  . De aici  înainte are loc actul propriu-zis al Botezului, prin întreita scufundare în apa sfântă, în numele Sfintei Treimi, închipuind prin aceasta ,,îngroparea cea de trei zile a lui Hristos”.
1.1 Condițiile pentru primirea botezului
	Din cateheza I Mistagogică reținem faptul că Sf. Chiril le atrage atenția ascultătorilor săi spre o anume pregătire fizică și morală, absolute necesară acelora care se înfățișează înaintea preotului spre a fi botezați. De fapt, mărturia cea mai elocventă pentru pregătirea ce se necesită din partea candidaților la Botez o constituie Catehezele Sf. Chiril, rostite (tocmai) în scopul pregătirii acelora care  își dorea să  primească baia cea curățitoare a botezului creștin. Din partea candidaților trebuia să se manifeste un interes adânc, o dorință profundă pentru Biserica lui Hristos și nu urmărind prin Botez în sine un scop oarecare. ,,Dumnezeu, răsplătește cu bunătate tuturor acelora care manifestă o sinceră voință, un gând curat, pentru că, după cum se spune în Sfânta Evanghelie, bucurie mare se face în cer pentru un păcătos care se pocăiește .
	Dintre condițiile absolute necesare ce se cer unui candidat la botez nu trebuie să lipsească credința tainică, pentru ca fiecare să fie în măsură a ști și a se putea feri de rătăcirile în care ar putea să cadă.
1.2 Necesitaea Botezului și numirile acestuia 
	Pentru Sf. Chiril, întâiul efect al Botezului este iertarea păcatelor omului celui vechi , în care botezul operează o sfințenie eficientă , prin harul Duhului Sfânt, cu care  noul botezat intră de acum înainte ăn comuniune, devenind un om nou,.
	Sf. Chiril vorbește, în același timp și de o dublă curățire prin taina botezului, atât a trupului, cât și a sufletului: „Apa, zice el, curățește trupul iar Duhul pecetluiește sufletul ca să ne apropiem de Dumnezeu “; fără acestea fiind cu neputință a ne desăvârși. Numai in acest fel botezul devine, după Sf. Chiril , poartă de intrare în Biserică, în comuniunea Sfinților, Sf. Părinte având grijă să menționeze că nu este el acela care spune  aceasta ,,ci Domnul Iisus Hristos, care are stăpânire  peste această taină”  .
	Așadar, pentru Sfântul Chiril, Botezul creștin, dăruiește iertarea păcatelor și darul învierii deopotrivă. El este antitipul Patimilor lui Hristos(Rom.6,3-4). Prin botez, creștinul participă mai presus de îngeri la Înălțarea Mântuitorului, botezul fiind condiția indispensabilă a mântuirii, iluminarea și îndumnezeirea sufletului, renașterea spirituală, învierea și vița în dreptate.
	2 Taina mirungerii 
	Pentru prezentarea acestei sfinte taine, în special pentru explicarea simbolismului fiecărui act ritual, Sfântul Chiril consacră integral Cateheza a III-a mistagogică.
Pentru Sf. Chiril al Ierusalimului, Mirungerea este taina plinătății sau perfecțiunii adăugate la harul înfierii sau împărtășirii Duhului Sfânt, deoarece și în concepția sa, mirungerea desăvârșește unirea creștinului cu Mântuitorul Hristos, începută prin Botez. Acum creștinii sunt adevărați hristoși, nu numai prin ungerea exterioară, ci, mai ales prin ungerea interioară, într-o nouă împărtășire a Duhului Sfânt care îi îmbracă cu puterea Sa ca și cu o platoșă. 
	Sfânta taină a Mirungerii, săvârșită la început prin pinerea mâinilor Sfinților Apostoli  apare și la Sfântul Chiril al Ierusalimului ca o taină distinctă de cea a Botezului. Astfel, în cateheza V mistagogică, Sfântul Chiril făcând o recapitulare asupra celor tratate, amintește auditorilor săi că ,,prin ajutorul iubirii de oameni a lui Dumnezeu, la adunările de mai înainte, ați auzit în chip îndestulător despre botez, despre ungere cu Sfântul Mir și despre împărtășirea cu Trupul și Sângele lui Hristos.
	Ea își are originea sa simbolică, ne spune Sf. Chiril, în însăși faptele petrecute, la râul Iordanului, cu Mântuitorul Iisus Hristos, căci, spune el că așa cum în Iordan Duhul S-a pogorât asupra Mântuitorului în chip de porumbel, tot așa și celor botezați li s-a dăruit ungerea, antitipul Aceluia prin care a fost uns Mântuitorul Iisus Hritos. Acesta este Duhul Sfânt, despre care vorbea proorocul Isaia când spunea «Duhul Domnului este peste Mine pentru că El M-a uns» . 
	În legătură cu materia Tainei, Sf. Chiril stăruie în mod deosebit, subliniind că ea nu este un simplu Mir, ci un dar al Mântuitorului Iisus Hristos și al Duhului Sfânt ce lucreazăprin prezența reală a Sfântului Duh. ,,Să nu-ți închipui că mirul acesta este simplu mir – spune el - , căci, după cum pâinea Euharistiei după ivocarea Duhului Sfânt nu mai este simplă pâine, ci trup al lui Hristos, tot așa și acest mir, după invocarea, nu este un simplu mir, nici nu s-ar putea spune că este mir obișnuit, dimpotrivă este un dar al lui Hristos și al Sfântului Duh și lucrează prin prezența Dumnezeirii Lui. În chip simbolic se unge cu eșl fruntea și celelalte mădulare. Trupul se unge cu mir material, dar se sfințește sufletul prin Sfântul și fde viață făcătorul Duh”. 
	Desigur, Sfântul Chiril era preocupat să facă o imagine cât mai completă a sfintei taine a Mirungerii, numai că disciplina arcană a începuturilor despre care am amintit, ca și scopul în sine al catehezelor, a făcut ca Sfântul Părintesă ofere numai elemente esențiale ale Sfintelor Taine, pe care trebuiau să le cunoască cu predilecție neofiții – care și așa sunt suficiente spre a demonstra asemănarea – uneori până la identitate, cu ritualul actual al Sfintelor Taine.
	Astfel, după Sf. Chiril, ungerea pe frunte semnifică ,,eliberarea de rușinea pe care primul om călcător de poruncă o purta pretutindenea ”, ungerea la urechi se face pentru ca să dobândim ,,urechi în stare să audă tainele dumnezeiești”, spune Sf. Chiril, ungerea nasului pentru, pentru ca acesta să fie bună mireasmă a Mântuitorului, iar ungerea pieptului, pentru că înarmează pe creștin împotriva uneltirii diavolului. 
	Asemenea Botezului, și Sfânta Taină a Mirungerii își are preînchipuirea în Vechiul Testament ,,când Moise a spus  fratelui său porunca lui Dumnezeu de afi făcut arhiereu, mai întâi l-a spălat în apă, apoi l-a uns ” , apoi Solomon care mai întâi  s-a spălat în apele râului Ghion, apoi a fost uns în mod preînchipuitor .
	În același timp, Sf. Chiril atrage atenția celor unși că abia acum ,,renașterea voastră este confirmată și de numele ce-l purtați, căci într-adevăr, înainte de a fi învredniciți de acest har propriu vorbind, nu erați încă pe calea de a ajunge creștini”.
	În același timp, parcă anume spre a fi o mărturie de netrecut, Sf. Chiril  cuvântul cum că: ,,Voi nu ați fost unși în chip preînchipuitor cu adevărat, pentru că ați fost unși cu adevărat de Sfântul Duh”.
	3 Taina Euharistiei
	Continuând catehizarea, Sf. Chiril vorbește și de cea de-a treia Sfântă Taină pe care urmau să o primească în noaptea Învierii cei nou-botezați, anume Sfânta Împărtășanie. În acest scop, cea de-a IV-a Cateheză Mistagogică ,,Despre trupul și sângele lui Hristos” este dedicată în întregime tainei Sfintei Euharistii, constituind unul dintre cele mai importante documente referitoare la învățătura Bisericii din primele veacuri cu privire la această Sfântă Taină.
	Sfântul Chiril consacră cea de-a IV-a Cateheză Mistagogică a argumentării și dovedirii faptului că pâinea și vinul euharistic, în ciuda aparențelor, se prefac în însuși Trupul și Sângele Domnului nostru Iisus Hristos.
	,,Nu te uita la pâine și la vin ca la pâine și vin obișnuit. Ele, potrivit hotărârii Stăpânului, sunt trup și sânge al lui Hristos. Chiar dacă simțirea își bagă vreun gând de acest fel, totuși credința să-ți dea certitudinea faptului. Să nu judeci taina după gustare, ci neîndoielnic încredințează-te prin credință că ai fost învrednicit de trupul și sângele lui Hristos ”.  Stăruința Sfântului Chiril pentru dovedirea realității prezenței Trupului și Sângelui Mântuitorului în pâinea și vinul de după prefacere este vădită, de altfel, chiar de la început. Citind textul de la  I Corinteni XI, 23-25, Sfântul  Chiril își începe  cea de-a IV-a Cuvântare mistagogică, zicând: ,,Este de ajuns numai învățătura fericitului Pavel cuprinsă în aceste cuvinte, ca să vă încredințeze despre dumnezeieștile taine, prin care ați fost învredniciți să ajungeți uniți într-un singur trup și sânge cu Hristos . Pavel de curând striga: « că Domnul nostru Iisus Hristos, în noaptea în care a fost vândut, luând pâine și mulțumind, a frânt-o și a dat-o ucenicilor Săi zicând luați, mâncați, acesta este trupul Meu, luând paharul și mulțumind, a zis luați beți, acesta este sângele Meu» , deci, cine va îndrăzni să se îndoiască de asta , odată ce însuși Domnul a declarat  și a spus «acesta este Trupul Meu»? Cine se va îndoi vreodată să spună că nu este sângele Lui , odată ce se va îndoi vreodată să spună că nu este sângele Lui, odată ce El Însuși a întărit și a spus «Αcesta este Sângele Meu?» ”. 
	Dacă cineva ar cuteza totuși să se îndoiască de realitatea prefacerii pâinii și a vinului în trupul și sângele Mântuitorului, va trebui să  mediteze puțin și la minunea din Cana Galileii, spune Sf. Chiril, când ,,la un semn al Său s-a prefăcut apa în vin”. Pe măsura înaintării în conținut, argumentația Sf. Chiril devine mereu mai insistentă, el repetând la orice frază imperativul:,,nu te uita la pâine și la vin ca la pâine și vin obșnuit!”, pentru că ,,în chipul pâinii ți se dă trupul, iar în chipul vinului ți se dă sângele lui Hristos unit într-un singur trup și sânge cu El”. Combătând obiecțiile sectare împotriva prefacerii Sfintelor daruri, Sf. Chiril își întărește argumentația apelând ori de câte ori este nevoie la Sfânta Scriptură: pentru ca nu cumva auditorii săi să fie cuprinși de îndoială.  În acest sens este notat faptul că fiecare din mărturiile aduse de Sf. Chiril, conduce, în mod firesc, la aceleași cocluzii: ,,Ceea ce vi se dă vouă să primiți cu toată încrederea, ca adevăratul Trup și Sânge al Domnului nostru Iisus Hristos! Căci acesta este Trupul Său, care vin se dă vouă  sub chipul vinului. Luând Trupul și Sângele lui Hristos, voi vă uniți  în același Trup și Sânge cu El”. 
	Fermitatea credinței Sfântului Chiril al Ierusalimului în certitudinea acestui adevăr se vădește cu prisosință și din cea de-a V-a Cateheză Mistagogică, unde, tălmăcind dumnezeieștile cuvinte ale rugăciunii (dumnezeiești) Tatăl nostru, prin expresia ,,pâinea noastră”, el înțelege Sfânta Euharistie. ,, Această pâine – spune Sf. Chiril – nu intră în pântece, nici nu se aruncă afară , ci se răspândește în toată ființa ta spre folosul trupului și al sufletului, deoarece, argumentează el,  pâinea aceasta sfântă este spre ființă” . Vorbind despre realitatea preefacerii, Sf. Chiril vorbește și despre momentul prefacerii cinstitelor daruri în Trupul și Sîngele Mântuitorului. Și pentru el acest lucru are loc în momentul epiclezei din cadrul Sfintei Liturgii, când, spune Sf. Chiril, după ce ne-am sfințit prin imne duhovnicești, rugăm pe iubitorul de oameni, Dumnezeu, să trimită Duhul Sfânt peste cele puse înainte spre a se face  pâinea trup, iar vinul sînge al lui Hristos, având convingerea că într-adevăr s-au sfințit și s-au prefăcut acelea de care s-a atins Duhul Sfânt. Afirmând cu tărie realitatea prefacerii euharistice, Sf. Chiril îndeamnă stăruitor pe  cei de față  să se apropie cu vrednicie de această Sfântă Taină, pentru ca nu cumva să se lipsească de darurile ei negrăite.
RELAȚIA DINTRE TAINELE DE INIȚIERE DUPĂ SFÂNTUL CHIRIL AL IERUSALIMULUI
	Importanța excepțională ce o au Catehezele Sfântului Chiril al Ieursalimului este indiscutabilă și ea constă înainte de toate în aceea că prin confruntarea cu ele, învățătura Bisericii noastre se definește limpede și clară într-o perioadă destul de tulbure pentru începuturile Bisericii creștine, mai ales ce privește învățătura referitoare la primele Sfinte Taine (pe care le primeau candidații la botez și cei de curând botezați), adică Botezul, Mirungerea și Euharistia.
	Botezul, am văzut, este prima taină a Bisericii și pentru Sf. Chiril, taina prin care se dă harul care spală păcatul strămoșesc și celelalte păcate personale inaugurând o viață nouă în Duhul Sfânt (ca unul ce dăruiește nu numai iertarea păcatelor, ci și darul înfierii) , fiind, după expresia Sf. Chiril, ,,pricinuitorul darului Sfântului Duh” .
	Taina ungerii cu Sfântului Mir apare și la Sfântul Chiril ca fiind a doua în ordinea administrării, imediat după taina Botezului. Ungerea cu Sf. Mir  constituind pentru Sf. Chiril ,,antitipul aceluia prin care a fost uns Hristos” și continuarea firească a unirii cu Mântuitorul Hristos începută prin Botez, Sf. Chiril spune : ,,După cum Hristos a fost răstignit, a fost îngropat și a înviat în realitate, iar voi în timpul botezului sunteți  învredniciți să fiți răstigniți, îngropați și înviați împreună cu El întru asemănare, tot astfel și cu privire la ugerea cu sfântul Mir, Hristos a fost uns cu untdelemnul spiritual al bucuriei, adică cu Duhul Sfânt, care este numit untdelemnul bucuriei , pentru motivul că El este Pricinuitorul bucuriei duhovnicești. Voi însă ați fost unși cu cu kir și ați ajuns părtași ai lui Hristos”.  Prin mirungere deci se realizează unirea desăvârșită a creștinului cu Mântuitorul Iisus Hristos, începută orin Botez. Așa după cum am văzut, cei botezați sunt numiți creștini, deoarece, spune Sf. Chiril, „acum renașterea noastră este confirmată de numele purtat, fiindcă înainte de a fi învredniciți de acest har, propriu vorbind, nu erați vrednici de acest nume, ci erați pe calea de a ajunge creștini”. 
	Urmând calea desăvârșirii în Hristos, prin Mirungere, noii creștini devin unși sau hristoși, nu numai prin ungerea exterioară, cât mai ales prin ungerea interioară a Duhului, adică printr-o nouă împărtășire a Duhului Sfânt. Și pentru Sf. Chiril însă Sfânta Euharistie este acea sfântă taină care pecetluiește desăvârșit această unire, făcându-ne părtași dumnezeirii Mântuitorului Iisus Hristos  și purtători de Hristos . Dar Sfânta Euharistie se dăruiește numai celor care, botezați fiind, primesc ungerea pe frunte cu untdelemn, ,, din pricina peceții lui Dumnezeu”, aducând roadă nouă, bineplăcută lui Dumnezeu. 
	Prin botez suntem răsădiți, născuți în Hristos. Prin taina Ungerii cu sfântul Mir, creștem și ne întărim duhovnicește și ia tot mai viu chip în noi Mântuitorului Iisus Hristos, iar prin dumnezeiasca Euharistie ne unim în chipul cel mai deplin, cel mai desăvîrșit cu dumnezeiasca Celui ce a zis :,,cine mănâncă trupul Meu și bea Sângele Meu rămâne întru Mine și Eu întru el” . Aceste trei sfinte taine numite și ale inițierii  concentrează esența vieții noastre în Hristos, în care cununa și desăvârșirea lor este Sfânta Euharistie, care ne face ,,una nu numai cu Hristos, ci și unii cu alții, cu alții, cu semenii noștri. ” Într-ânsa trăim și acestă bucurie a unirii noastre duhovnicești, devenim una cu împărtășindu-ne dintr-o singură pâine și din același potir, ca unii ce am fost sădiți împreună.